# San Quílez (Ribagorza)
San Quílez (Sant Quilis, localmente), es la máxima cota de la sierra de San Quílez, en el prepirineo de la provincia de Huesca, Aragón. En días claros llegamos a ver una panorámica de 360°, aunque el punto culminante es del vértice geodésico que hay junto a dicha ermita.

## Geografía
Es característica por estar apartada del eje de la misma sierra, es una avanzadilla de la misma sierra, que está en dirección sureste de la Sierra de la Carrodilla. En su cima se encuentra la ermita de San Quílez, con 1.084 metros; al sur se encuentra la comarca de La Litera y al norte está la Ribagorza.

## Acceso

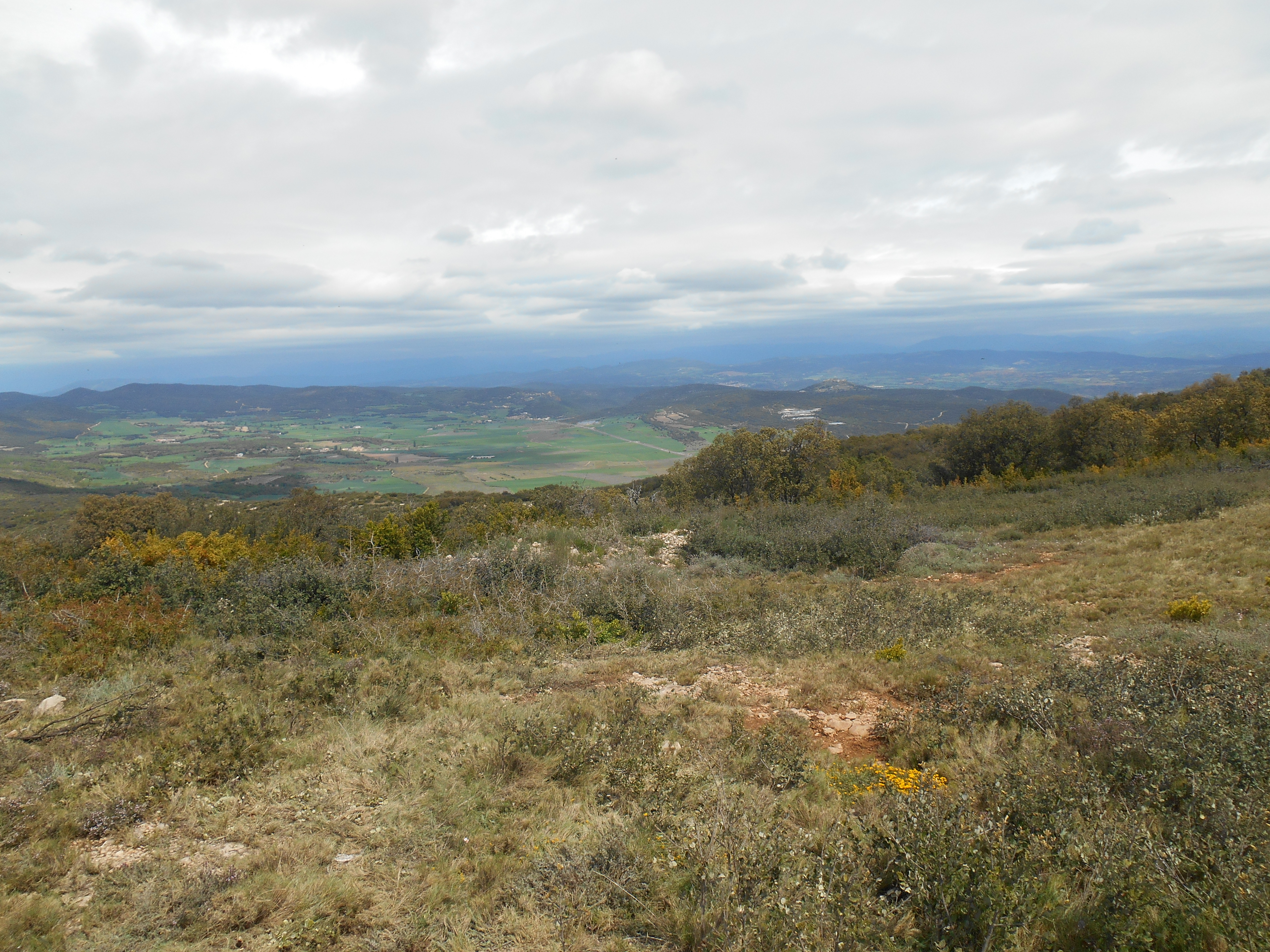
Vista desde la Ermita de San Quílez

La ruta de senderismo PR-HU-113 asciende la misma ermita desde Baélls, o bien desde Mas Blanc, que se sitúa al lado de la N-230, rumbo a la ciudad de Lérida.

## Tradición
Cada 1 de mayo ascienden los romeros hasta la ermita en los días de romería.